# Japanse stierkophaai
De Japanse stierkophaai (Heterodontus japonicus) is een vis uit de familie van stierkophaaien (Heterodontidae) en behoort derhalve tot de orde van varkenshaaien (Heterodontiformes). De vis kan een lengte bereiken van 120 centimeter.

## Leefomgeving
De Japanse stierkophaai is een zoutwatervis. De vis prefereert een subtropisch klimaat en leeft hoofdzakelijk in de Grote Oceaan op dieptes tussen 6 en 37 meter.

## Relatie tot de mens
De Japanse stierkophaai is voor de visserij van beperkt commercieel belang. In de hengelsport wordt er weinig op de vis gejaagd.
De Japanse stierkophaai is niet ongevaarlijk voor de mens; hij kan een mens verwonden.